# Loveno (Paisco Loveno)
Loveno è una frazione del comune bresciano di Paisco Loveno al cui nome contribuisce.

## Storia
La località è un piccolo villaggio montano della Val Camonica di antica origine.
Loveno divenne per la prima volta frazione di Paisco su ordine di Napoleone, ma gli austriaci annullarono la decisione al loro arrivo nel 1815 con il Regno Lombardo-Veneto.
Dopo l'unità d'Italia il paese crebbe poco oltre i trecento abitanti, e aggiunse al suo nome quello della frazione Grumello. Fu il fascismo a decidere la soppressione del comune unendolo definitivamente a Paisco.